# Simpele
Simpele est une  ancienne municipalité de Carélie du Sud en Finlande.

## Histoire
De 1923 à 1944, Simpele appartenait à la région de Viipuri en tant que municipalité indépendante et de 1945 à 1972 à la région de Kymi.
À la fin de la guerre d'hiver, selon le Traité de Moscou de 1940, la majeure partie du territoire de Simpele restera en Finlande, mais une partie (28,8 km2) sera cédée à l'Union soviétique.
Le 1er décembre 1973, Simpele est absorbée par Rautjärvi.
Au 1er janvier 1972, la superficie de Simpele était de 94,6 km2 et au 31 janvier 1972 elle comptait 3 893 habitants.

## Géographie
Avant sa fusion Simpele avait pour communes voisines Parikkala et Rautjärvi.
Simpele est traversée par la  valtatie 6 et par la voie ferrée de Carélie. Imatra est situé à environ 40 kilomètres, Lappeenranta et Savonlinna à près de 80 kilomètres et Helsinki à 300 kilomètres.
Viipuri est distant de 105 kilomètres et Saint-Pétersbourg est à environ  240 kilomètres.